# Leniec bezpodkwiatkowy
Leniec bezpodkwiatkowy (Thesium ebracteatum Hayne) – gatunek rośliny z rodziny sandałowcowatych (Santalaceae). Bylina półpasożytnicza czerpiąca wodę i sole mineralne za pośrednictwem ssawek z korzeni innych roślin. W Polsce rośnie w rozproszeniu na nizinach.

## Morfologia

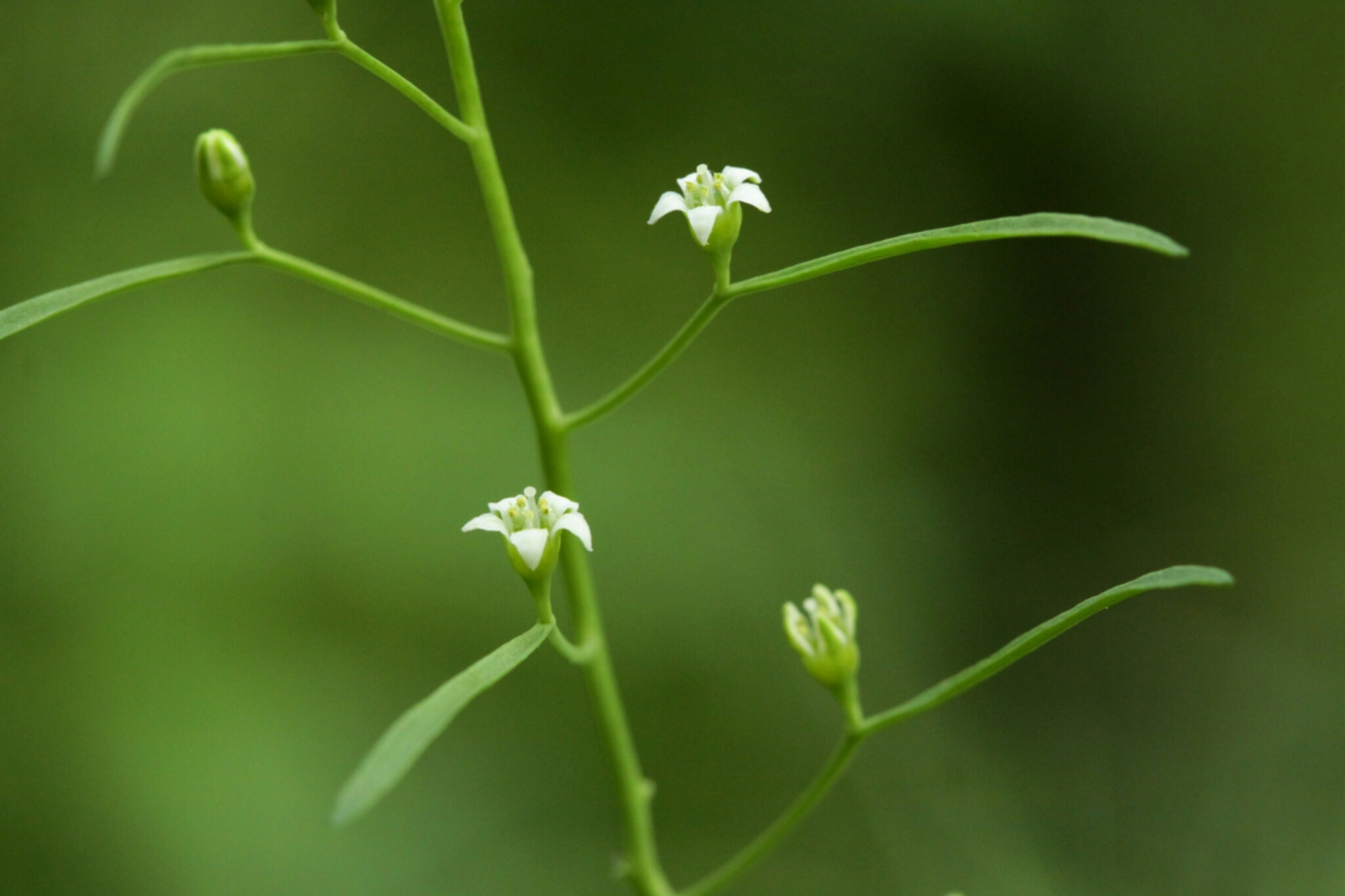
Kwiaty

ŁodygaDo 30 cm wysokości.
KwiatyPozbawione podkwiatków, opatrzone przysadkami, zebrane w rzadkie grona. Przysadka dłuższa od owocu. Ząbki okwiatu po przekwitnieniu zagięte do środka.
OwocNa krótkiej żółte szypułce, kulistojajowaty, podłużnie żeberkowany, długości około 2 mm.

## Biologia i ekologia
Bylina. Rośnie na łąkach i w zaroślach. Kwitnie w maju i czerwcu.  

## Zagrożenia i ochrona
Roślina podlegająca w Polsce ścisłej ochronie. Na Czerwonej liście roślin i grzybów Polski (2006, 2016) umieszczona w grupie gatunków narażonych na wymarcie (kategoria zagrożenia: VU). W Polskiej czerwonej księdze roślin ma tę samą kategorię.